# Renacimiento hawaiano
El Renacimiento hawaiano (también conocido como el Renacimiento cultural hawaiano) fue el resurgimiento hawaiano de una identidad cultural distinta que se basa en la cultura tradicional 
 kānaka maoli, con una divergencia significativa de la cultura basada en el turismo, por la cual Hawái era conocida mundialmente (junto con el resto de la Polinesia).

## Primer renacimiento hawaiano

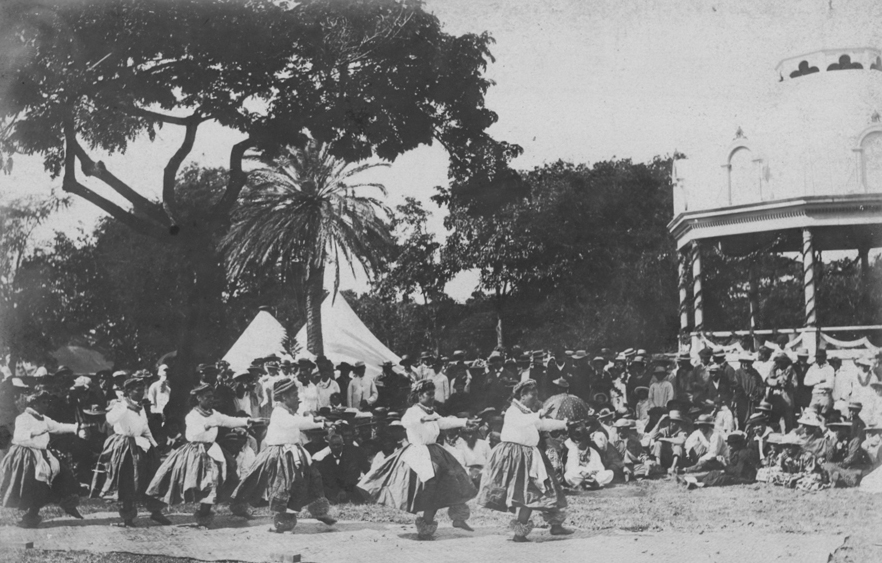
49 aniversario de Kalakaua Hula

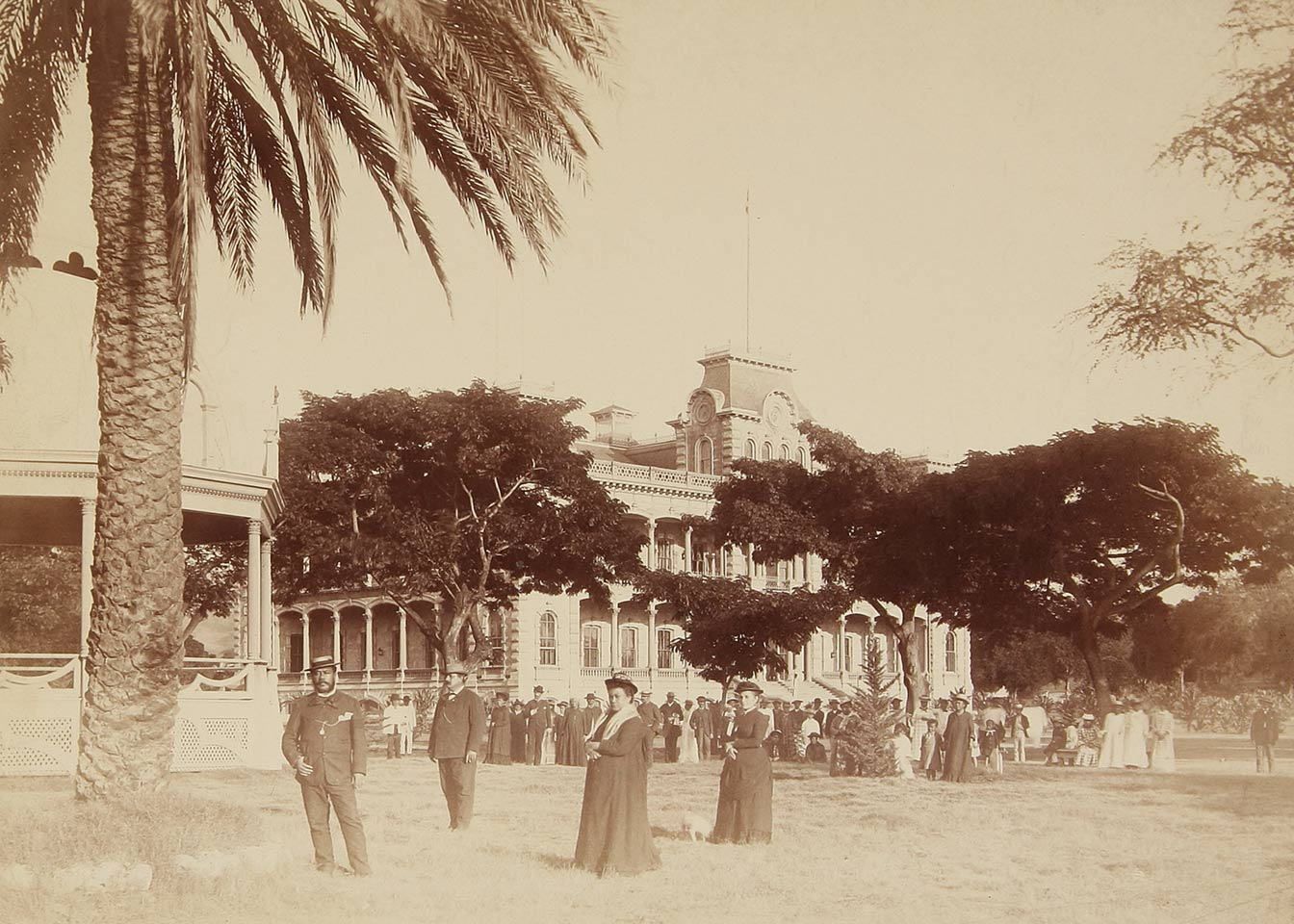
Palacio 'Iolani, 1882 primer plano a la izquierda Kalakaua.

El Renacimiento hawaiano tuvo su fundamento en los sentimientos nacionalistas del rey Kamehameha V. En esa época, Hawái era un reino independiente. La intención era formar una identidad nacional contemporánea en lugar de modelar Hawái según el modelo de Gran Bretaña y la cultura de los Estados Unidos. El rey Kalakaua tuvo un polémico ascenso al poder debido a los conflictos internos entre el linaje familiar. Una mitad de la isla quería a Kalakaua, mientras que la otra mitad aplaudía a su competidor. El resultado propagó la tensión entre la gente, pero la mayoría se inclinó a favor de Kalakaua ya que él trajo de vuelta la cultura hawaiana a las áreas urbanas.
Kalakaua tomó medidas para perpetuar el nacionalismo. Reemplazó el himno nacional considerablemente cristiano He Mele Lahui Hawaii con Hawaiʻi Ponoʻī en 1876 inspirado por Kamehameha I. Hizo reconstruir el viejo Palacio 'Iolani a partir de 1879 y terminando en 1882.
A pesar de los primeros esfuerzos para ganarse el favor del pueblo haole, continuaron las crecientes opiniones de que estaba poniendo a su pueblo por encima de los demás. El pueblo hawaiano lo amaba; sin embargo, los descendientes de los misioneros no disfrutaron de las relaciones con Kalakaua. Los descendientes de los misioneros habían ganado poder en Hawái comprando tierras, estaban tan ocupados con el funcionamiento interno de la isla que tuvieron que reunirse con Kalākaua, casi como asesores casi, únicamente que Kalakaua no siempre estaba de acuerdo con sus opiniones. Siempre ponía a su gente primero, y eso a veces significaba negarse a las ideas de los misioneros.
Kalakaua pasó tres años planeando su segunda coronación en 1883 para intentar aliviar las tensiones raciales entre la gente local y los descendientes de los misioneros, y asistieron 8,000 personas. El rey patrocinó varias prácticas tradicionales hawaianas como hula, cantos, deportes y rituales reales. También tenía mitos, leyendas y cantos hawaianos grabados en medios como el Kumulipo y su genealogía fue rastreada.

## Segundo renacimiento hawaiano

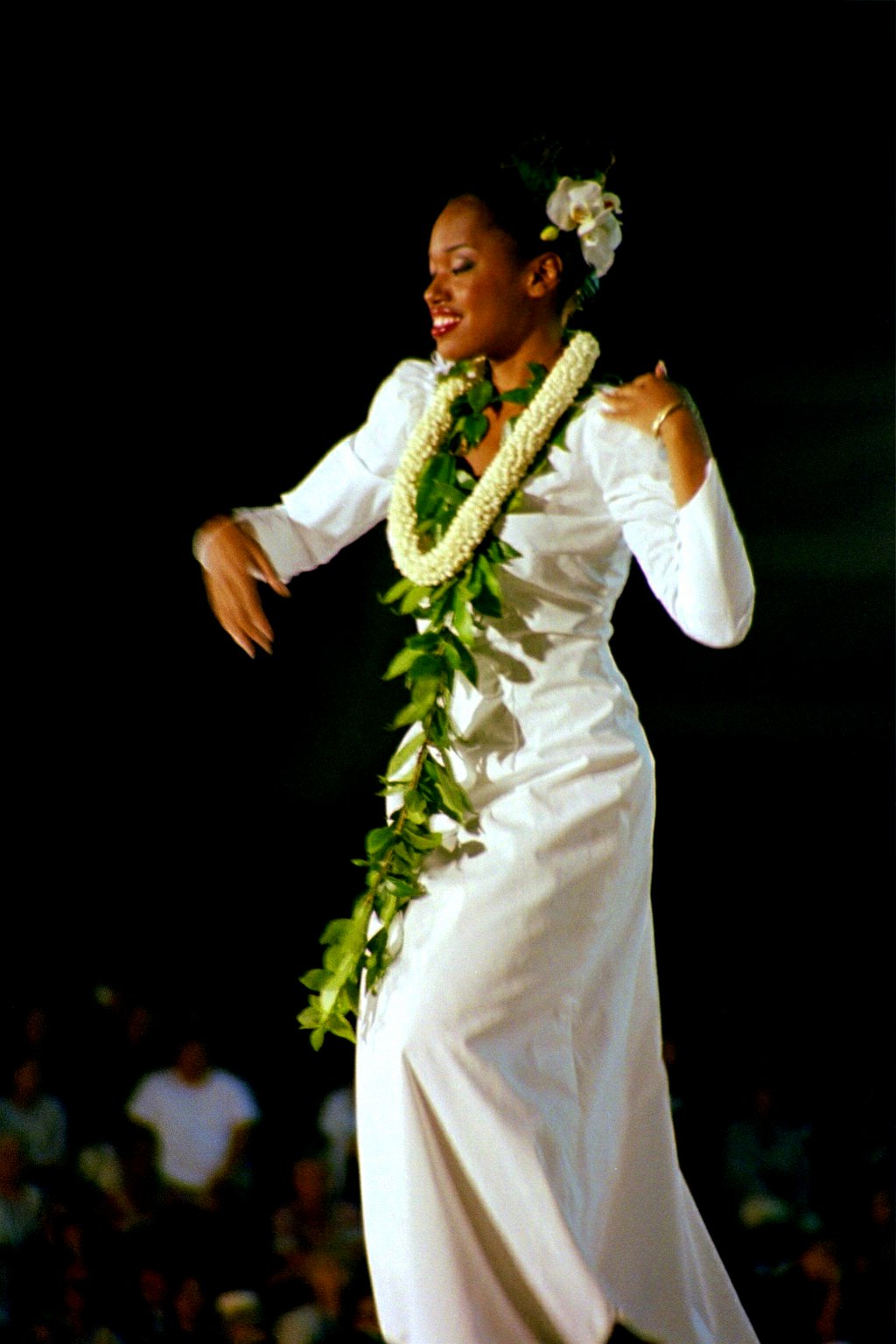
Festival Merrie Monarch, 2003.

En general, se considera que el Segundo Renacimiento hawaiano comenzó en 1970, y se inspiró en movimientos culturales similares de finales de los 60 y principios de los 70. Es más conocido por la música, como Gabby Pahinui y su trabajo con los Sons of Hawái, o la música tradicionalista de slack key de Keola y Kapono Beamer, y sus diseños de guitarra de doble agujero construidos en el taller Guitar and Lute Workshop. Otros notables músicos hawaianos que desempeñaron un papel integral en el renacimiento fueron Dennis Pavao, los hermanos Ka'apana, junto con el 
Pavao formaron el trío de falsetto, HuiʻOhana. El grupo musical Olomana, contribuyó enormemente a la música de este período con canciones como 'O Malia' y 'Mele O Kahoolawe'.
En la historia hawaiana, esta época también se asocia con un interés renovado en el lenguaje hawaiano, Pidgin, Hula, artesanías tradicionales hawaianas, estudios hawaianos y otros artículos culturales. Este período de aumento de la autoidentidad hawaiana se inspiró en el ensayo de 1964 "On Being Hawaiian" del escritor John Dominis Holt, IV, quien devolvió el orgullo de ser hawaiano después de décadas de estereotipos negativos.
El Festival Merrie Monarch, establecido en 1964 por George Na'ope, causó un resurgimiento en el estudio y la práctica del antiguo hula desarrollado y bailado antes de 1893.

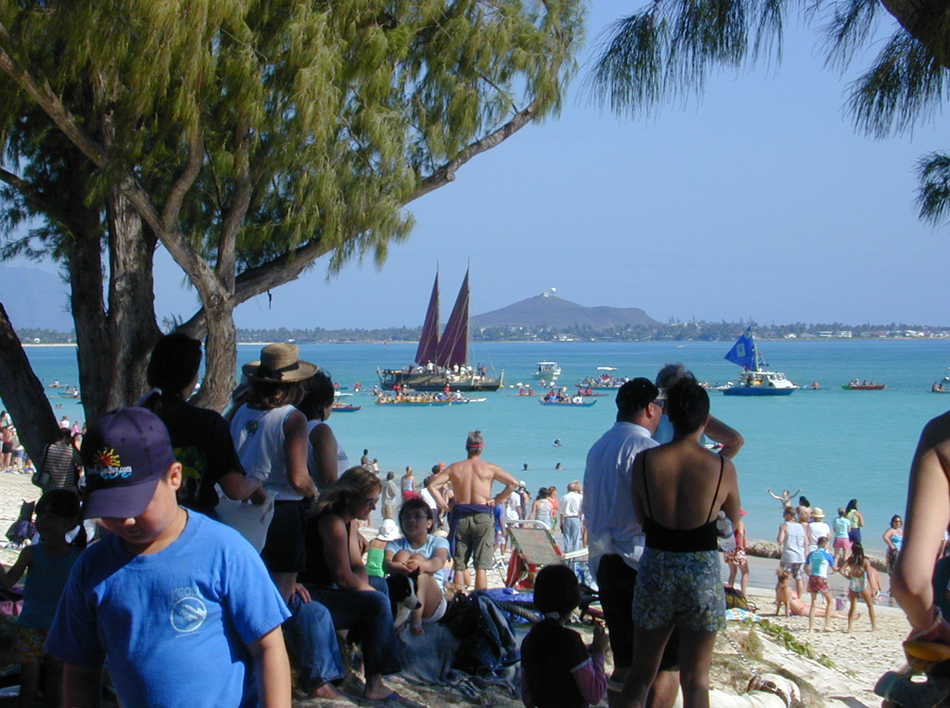
Hokulea y canoas con balancines en Kailua, 2005

El tiempo también incluyó intensas luchas por la tierra como las de  Kalama Valley y Kahoolawe y un resurgimiento de prácticas tradicionales como la agricultura, las artes folclóricas, y el mālama ʻāina -silvicultura tradicional y sanación y restauración de tierras-.
El viaje polinesio es también un aspecto importante del Renacimiento hawaiano.
En 1975, la Polynesian Voyaging Society construyó una réplica de una antigua canoa de navegación. El buque, Hōkūle'a, y la readopción del no-instrumento wayfinding de navegación, Hokule'a cuyo creador y primer navegante en 1976, Ben Finney son iconos del Renacimiento hawaiano y contribuyeron al resurgimiento del interés por la cultura polinesia. El viaje más reciente del Arrival Ceremony & Celebration concluyó el 17 de junio de 2017.
El movimiento a veces toca la política, incluidos los asuntos relacionados con los hawaianos nativos y la restauración de la independencia hawaiana. Entre los resultados se encuentra la Constitución de 1978, que produjo la Oficina de Asuntos de Hawái y la reclamación de tierras federales al Estado como Kahoolawe. La altura del Renacimiento hawaiano generalmente se localiza durante la década de 1970, y en su mayoría se redujo en 1980, aunque algunos se refieren a ella como un movimiento aún contemporáneo.
El término Renacimiento hawaiano a veces también se aplica al período inmediatamente posterior al ascenso del rey Kalakaua al trono, que marcó el retorno público de artes tradicionales como el hula, después de que la represión de los misioneros calvinistas hubiera forzado a estas artes a vivir bajo tierra durante varias décadas. 